# Piophilidae
De Piophilidae zijn een familie uit de orde van de tweevleugeligen (Diptera), onderorde vliegen (Brachycera). Wereldwijd omvat deze familie zo'n 14 genera en 83 soorten.

## In Nederland waargenomen soorten
- Genus: Allopiophila
  - Allopiophila flavipes
  - Allopiophila luteata
- Genus: Liopiophila
  - Liopiophila varipes
- Genus: Mycetaulus
  - Mycetaulus bipunctatus
  - Mycetaulus latipennis
- Genus: Neottiophilum
  - Neottiophilum praeustum
- Genus: Parapiophila
  - Parapiophila vulgaris
- Genus: Piophila
  - Piophila casei - (Kaasvlieg)
- Genus: Prochyliza
  - Prochyliza georgekaplani
  - Prochyliza nigrimana
- Genus: Protopiophila
  - Protopiophila latipes
- Genus: Stearibia
  - Stearibia nigriceps